# イ・チョンミン
イ・チョンミン（1999年5月10日 - ）は、韓国のソウル出身のプロアイスホッケー選手。ポジションはフォワード。アジアリーグアイスホッケーのHLアニャンに所属。

## 経歴
アラスカ大学アンカレッジ校とスウェーデンのチームを経て、2023-2024シーズンからアジアリーグアイスホッケーのHLアニャンでプレー。シーズン終了後の2024年3月26日にはアジアリーグの最優秀選手賞を受賞した。　プレーオフではチームが2シーズン連続となる8度目の優勝を果たし、イは入団1シーズン目ながら優勝を経験することになった。

## 詳細情報

### 表彰
アジアリーグアイスホッケー
- 最優秀選手賞：1回（2023-24）